# Joseph Galibardy
Joseph Galibardy (anglès: Joe Galibardy)  (Calcuta i Chennai, 10 de gener de 1915 - Walthamstow, 17 de maig de 2011) fou un jugador d'hoquei sobre herba indi que va competir durant la dècada de 1930.
El 1936 va prendre part en els Jocs Olímpics d'Estiu de Berlín, on guanyà la medalla d'or en la competició d'hoquei sobre herba.
Nascut a Calcuta, va estudiar a la Goethals Memorial School. El 1956 emigrà a Anglaterra, on va viure fins a la seva mort, el 2011. En el moment de morir era el darrer supervivent de l'equip indi que havia guanyat la medalla d'or als Jocs de 1936.